# Hana Football Club
Hana Football Club é um clube de futebol salomonense com sede em Honiara. A última participação do clube na primeira divisão do campeonato nacional foi na temporada 2014–15, na qual terminou em 3º lugar.

## Títulos
- Division One: 2006–07